# La Parisienne (brano musicale)

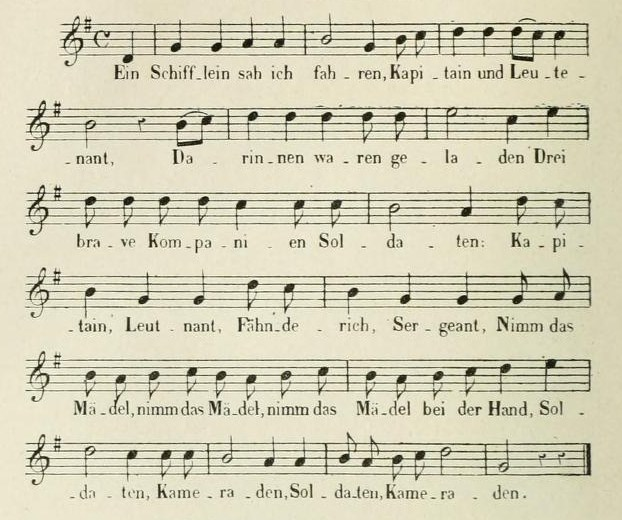
Spartito della marcia Ein Schifflein sah ich fahren, dalla quale venne tratta la musica de La Parisienne

La Parisienne (La Parigina) è un brano musicale composto da Casimir Delavigne nel 1830 per celebrare la rivoluzione di luglio.
Il testo fu adattato da Daniel Auber alla musica della marcia militare tedesca Ein Schifflein sah ich fahren.
Il brano fu adottato da Luigi Filippo come inno nazionale di Francia durante la monarchia di luglio (1830-1848).

## Testo
1
Peuple Français, peuple de braves,

La Liberté rouvre ses bras ;

On nous disait : soyez esclaves !

Nous avons dit : soyons soldats !

Soudain Paris, dans sa mémoire

A retrouvé son cri de gloire :

En avant, marchons

Contre les canons ;

À travers le fer, le feu des bataillons,

Courons à la victoire. (bis)
2
Serrez vos rangs, qu'on se soutienne !

Marchons ! chaque enfant de Paris

De sa cartouche citoyenne

Fait une offrande à son pays ;

Ô jour d'éternelle mémoire !

Paris n'a plus qu'un cri de gloire :

En avant, marchons

Contre les canons ;

À travers le fer, le feu des bataillons,

Courons à la victoire. (bis)
3
La mitraille en vain nous dévore,

Elle enfante des combattants ;

Sous les boulets voyez éclore

Ces vieux généraux de vingt ans.

Ô jour d'éternelle mémoire !

Paris n'a plus qu'un cri de gloire :

En avant, marchons

Contre les canons ;

À travers le fer, le feu des bataillons,

Courons à la victoire. (bis)
4
Pour briser leurs masses profondes,

Qui conduit nos drapeaux sanglants ?

C'est la liberté des deux Mondes,

C'est Lafayette en cheveux blancs.

Ô jour d'éternelle mémoire !

Paris n'a plus qu'un cri de gloire :

En avant, marchons

Contre les canons ;

À travers le fer, le feu des bataillons,

Courons à la victoire. (bis)
5
Les trois couleurs sont revenus,

Et la colonne, avec fierté,

Fait briller à travers les nues

L'arc-en-ciel de sa liberté,

Ô jour d'éternelle mémoire !

Paris n'a plus qu'un cri de gloire :

En avant, marchons

Contre les canons ;

À travers le fer, le feu des bataillons,

Courons à la victoire. (bis)
6
Soldat du drapeau tricolore,

D'Orléans ! roi qui l'a porté,

Ton sang se mêlerait encore

À celui qu'il nous a couté.

Ô jour d'éternelle mémoire !

Paris n'a plus qu'un cri de gloire :

En avant, marchons

Contre les canons ;

À travers le fer, le feu des bataillons,

Courons à la victoire. (bis)
7
Tambours, du convoi de nos frères,

Roulez le funèbre signal ;

Et nous, de lauriers populaires

Chargeons leur cercueil triomphal.

Ô temple de deuil et de gloire !

Panthéon, reçois leur mémoire !

Portons-les marchons

Découvrons nos fronts

Soyez immortels vous tous que nous pleurons,

Martyrs de la victoire. (bis)